# 马柴厄斯 (缅因州)
马柴厄斯（Machias）位于美国缅因州东南部，是华盛顿县的县治。
根据2000年美国人口普查，共有353人，其中白人占95.92%、亚裔美国人占1.44%。